# آرتیوارا کونگمالای
آرتیوارا کونگمالای (تایلندی: อาทิวราห์ คงมาลัย) یک هنرپیشه و خواننده اهل تایلند است. او در استان سوپان بوری متولد شد.

## دیسکوگرافی
- 2010 - Kid Hoad[۴]
- 2010 - Saeng Sud Thay
- 2013 - Ruea Lek Kuan Oak Chak Fang